# مصحف التجويد
مصحف التجويد في عام 1994، تشرفت دار المعرفة في دمشق/سوريا بإصدار مصحف لِيعينَ على تعلم التلاوة الصحيحة للقرآن الكريم، بإظهار عدد من أحكام التجويد، إضافة إلى تجاوز بعض صعوبات القراءة الناتجة عن تميُّز الرسم العثماني للمصحف وضبطه. وذلك بطريقة علمية إبداعية وذلك باستخدام مبدأ الترميز الزمني واللوني والذي ابتكره الدكتور المهندس صبحي طه. مبدأ الترميز الزمني واللوني يظهر 28 حكماً تجويدياً باستخدام ثلاثة ألوان رئيسة فقط (الأحمر بتدرجاته للمدود، الأخضر للغنة، الأزرق لصفة المخرج «الغامق للتفخیم والفاتح للقلقلة». بينما الرمادي لا يرى بالنسبة للأسود، فهو لمعظم الحروف التي لا تلفظ)
وهذه الطريقة قائمة على تطبيق علم الأصوات لضبط التلاوة لكتاب الله حسب قواعدها السماعية، تحقيقاً لقاعدة: «القراءة الناجحة هي التي ترتسم حروف كلماتها في الذهن».
ولنظراً لأهمية الوقف والابتداء في تغير الحكم التجويدي.
كما أنه شطر التجويد للحفاظ على المعاني الصحيحة، فقد تم تمييز الأحكام على اعتبار الوقف على رؤوس الآي والبسملة. كما أنه في الطبعات الحديثة بروايات حفص وورش وقالون والدوري -رحمهم الله-تم اعتماد الوقف الاختياري ضمن الآيات لتجنب الخطأ بأحكام التجويد عند الوقف، وهو يفيد في تعلم القارئ أغلب قواعد الوقف -عند الرغبة-، وأيضا لتجنب أغلب الوقوف المخالفة للمعنى المعتمد؛ الناتجة عن انقطاع النفَس. فلا يحتار القارئ أيقف مثلاً عند (ج) الصغيرة أم لا يقف. إضافة إلى تثبيت الحفظ بالوقف على نفس الكلمة كل مرة.
وعلامة الوقف الاختياري فراغ بعد الكلمة الموقوف عليها، كما أن هذا الفراغ يستعمل للتنبيه على السكتة اللطيفة مع (س)صغيرة فوق آخر الكلمة
{ كَلَّا ۖ     بَلْ ۜ      رَانَ عَلَىٰ قُلُوبِهِم مَّا كَانُوا يَكْسِبُونَ } المطففين:14

## مراحل تدوينالقرآنالكريم
1. المرحلة الأولى: تدوين الحروف: لقد كُتِبَ كلامُ اللهِ تعالى، بأمر رسولهِ صلى الله عليه وآله وسلم، وكانت العينُ تقرأ - مِنَ المكتوب - فقط رَسمَ الكلمة القرآنية، بينما بقيَ تشكيلُ الحروف وتنقيطُها وتجويدُها يُؤتى به بالسماع والمشافهة والتلقي. بمساعدة فصاحة العرب، وكون القرآن نزل على سبعة أحرف، إضافة إلى تعاهدهم القرآن وصحة مخارج حروفهم وصفاتها.
2. المرحلة الثانية: تدوين التشكيل: والتي تَمَّت في عهد الإمام علي -كرَّمَ الله وجهه-، قام بها [أبو الأسود الدُؤَلي]، تم فيها وضع الحركات بشكل نقاط، ثم طورها[الخليل بن أحمد الفراهيدي] إلى علامات التشكيل (أي الفتحة والضمة والكسرة والسكون) لضبط الحركات على كلام الله المُدَوَّن.نلاحظ هنا: إنَّ هذه المرحلة في التدوين، استَوعَبت المرحلة السابقة وحَلَّت محلها، ولم يُلْغَ دورُ التلقي، وإنما تركَّز على التفريق بين الحروف المتشابهة في رسمها، وعلى التجويد.
3. المرحلة الثالثة: تدوين التنقيط: والتي تَمَّت في عهد الخليفة عبد الملك بن مروان- قام بها نصرُ بنُ عاصم الليثي، تَمَّ فيها وَضعُ النُقَط على الحروف المتشابهة، لتمييزها عن بعضها، أي أنَّ العينَ أصبحت تقرأ كلام الله المُدَوَّن برسمه وتشكيله وتنقيطه، بينما بقي التجويد (الذي يعني تحسينَ الأداء لبعض الحروف) يُؤتى بالمشافهة والسماع. إنَّ هذه المرحلة في التدوين، استوعَبَت المرحلة السابقة، وحَلَّت محلها، ولم يُلْغَ دورُ التلقي، وإنما تركَّز على كيفية لفظ الحروف والحركات، وعلى التجويد.
4. المرحلة الرابعة: تدوين 28 حكما تجويديا: والتي تمَّت حديثاً، تَمَّ فيها ترميزٌ زمني ولوني (نوع وزمن الحكم التجويدي) لبعضِ أحكام التجويد السماعية وهي من أبرز الأحكام ملاحظة بالسمع: لتميزها بالقوة، أو بالزمن من خلال تلوين الأحرف الخاضعة لها المخالفة، وبالتالي أصبحَ كلامُ اللهِ تعالى المُدَوَّن يحوي العناصرَ جميعَها: مِنْ رَسمٍ وتشكيلٍ وتنقيطٍ وتجويد.

```
إنَّ هذه المرحلة في تدوين كلام الله تعالى قد استوعَبت المراحلَ السابقة جميعَها، وحَلَّت محلَّها،[بحاجة لمصدر] ولم تُلغِ، ولَنْ تُلغي دورَ التلقي، وإنما سَتُعزِّز دور التلقي
لمعرفة كيفية الإتيان بصوت الأحرف المُجَوَّدة، وأحكام التجويد غير الكتابية
 (كوصل أو فصل البسملة) 
وتم ذلك بُغية تسهيل تلاوة القرآن الكريم مرتلاً، امتثالاً لقوله تعالى (ورتل القرآن ترتيلاً).
```

## 3 ألوان لإظهار 28 حكماً
يتبادرُ للذهنِ لأولِ وَهلة، أنَّ 28 لوناً قد استُعمِلت لتمييز 28 حُكماً تجويدياً، لكنَّ هذا لو أنه حصل، لَحَلَّ التشويشُ محلَّ الفائدة.

إذاً، ولكي نستشعرَ أهمية الترميز الزمني واللوني القائم على استعمال 3 فئاتٍ لونية فقط، عوضاً عن 28 لوناً... علينا أنْ نُجري المقابلة التالية، بين الإبداع الذي تم في تطبيق الأحكام الإعرابية، والإبداع الحديث في تطبيق الأحكام التجويدية:

إن التشكيلِ الإعرابي للحروف باستعمال أربع حركات فقط: (الفتحة والضمة والكسرة والسكون)، تَتجلَّى أهميته في تعبيره عن عشرات الحالات الإعرابية المختلفة، فالفتحةُ مثلاً، هي ذاتُها لكلٍ مِن الفعل الماضي: (قالَ)، والفعل المضارع المنصوب: (حتى يأتيَ)، والمفعول به: (لا أعلَمُ الغيبَ)، وكذلك المفعول لأجله، والمفعول المطلق، والتمييز، والحال...إلخ.

إنَّ تلك الأحكامَ الإعرابية المختلفة: قد استُعمِل لها ذات الشكل التدويني لتلك الفتحة، طالما أنها اشتركت بذات صوت الفتحة، وبحيث يتم تحديد ماهية الحكم الإعرابي لِكَلمةٍ ما حسبَ موقعها في الجملة، وهذا الأمرُ يَهتَمُّ به مَن يرغب بمعرفةِ سبب الحكم الإعرابي، أمّا مَن يقرأ، فعليه أنْ يعرف أنَّ هذه فتحةً تنصِبُ الكلمة، وعليه بعد أنْ يَسمعَها أنْ يُقلِّد صوتَها، وهو غيرُ مُطَالَبٍ بمعرفةِ سبب هذه الفتحة إعرابياً، لكنه مطالَبٌ بلفظ الكلمة بشكلها الصحيح، وبفهم معناها.
ولنأخذ مثلاً على ذلك، الجملة القرآنية: «إِنَّ الَّذِينَ آمَنُوا وَعَمِلُوا الصَّالِحَاتِ»
إنَّ كثيراً من الناس يُخطئ بمعرفةِ سبب الكسرة على كلمة (الصالحاتِ)، فيظنُ أنَّ حُكمَها الإعرابي (مضاف إليه) وليس مفعولاً به جمع مؤنث سالم يُنصَب بالكسرة عوضاً عن الفتحة.
إنَّ المهمَ حقاً أنْ يَعرف القارئ أنه مُطالَبٌ بأنْ يَلفِظَ كلمة (الصالحاتِ) بالكسر وليس بالفتح أو الضم، كما عليه أنْ يُرَكّزَ ذِهنَه على فَهم وتدبُّر معنى تلك الجملة القرآنية، وليس على سبب حكمها الإعرابي، الذي هو للمهتمين بالنحو والإعراب.
أما في مصحف التجويد فتعمل الألوان على تسهيل التعلم والقراءة والتنبيه على حالة الحرف(تفخيم/ترقيق-مد2/مد6...-قلقلة-إخفاء...) فتصبح القراءة مجودة (بعد الاستماع جيداً لكيفية أداء حالات الحروف من مخارجها الصحيحة مِن شيخه أو أستاذه المُعَلِّم).
من هنا، فإن النقلة النوعية التي تَمَّتْ في مصحف التجويد، تتَجلَّى في أنه يَجعلُ قارئَ القرآن الكريم، مُجَوِّداً لكلام الله تعالى، بشكلٍ مباشَر مِن عينيه، تماماً كحالة تمييز حرف (الثاء-ث) عن حرف (التاء-ت)، فوجود ثلاث نقط على الحرف يعني أنَّ على القارئ أنْ يَلفظ حرف الثاء اللَثوي مِنْ مخرجه الصحيح بالتلقّي مِن شيخه أو أستاذه، وكذلك الأمر بالنسبة لتمييز حركة الفتحة عن حركة الكسرة.
وعلى هذا فإنّه ليس على قارئ مصحف التجويد سوى التَعرُّف عملياً على ثلاث فئات لونية فقط هي:
1- فئة اللون الأحمر بتَدرُّجاته، للحروف الخاضعة لأحكام المد.
2- فئة اللون الأخضر لحكم الإخفاء ولمواقع الغنة.
3- فئة اللون الأزرق الغامق للراء المفخمة، والفاتح للقلقلة.
أما اللون الرمادي فهو لا يُرى نسبة للحروف السوداء، وبالتالي لا يُلفَظ (ومثل الإدغام).
أما مَن يرغب بحفظ مُبَرِّرات الأحكام التجويدية وأسمائها، فهي مشروحة في أخر المصحف من خلال جدولٍ بسيط ومباشَر، يتضمن 28 حكماً تجويدياً أساسياً.
وفي النهاية نحمد الله الموفق، ونستغفره على الزلات.